# Hôtel Pillet-Will
El hôtel Pillet-Will es un hôtel particulier ubicado en el número 31 rue du Faubourg-Saint-Honoré, en el 8 distrito de París, en lugar del antiguo Hôtel Marbeuf.
Su monumental puerta de la calle, incluidas sus hojas, fue catalogada como monumento histórico por una orden del 7 de noviembre de 1927.

## Antiguo hotel Marbeuf
Fue construido en 1718 por Pierre Cailleteau dit Lassurance para Louis Blouin, primer ayuda de cámara de Louis XIV, que murió en 1729 y pasó entonces a  Catherine Mignard, que se casó con el conde de Feuquières. Luego pasó al Receptor General de Finanzas de Orleans, Jean-Hyacinthe Davasse de Saint-Amarand, y luego en 1753 a Gabriel Michel, codirector de la Compagnie des Indes. Su hija, Henriette Françoise Michel, la heredó en 1765, estaba casada con Jacques de Marbeuf, sobrino del gobernador de Córcega. Reorganizado en la fachada por Jacques-Guillaume Legrand y Jacques Molinos, quienes en particular crearon una famosa decoración policromada al estilo de la Antigüedad, el edificio toma el nombre de "hotel Marbeuf". Gabrielle de Marbeuf fue guillotinada el 5 de febrero de 1795. Fue devuelta al sobrino de los Marbeuf en 1801 y alquilada a principios del siglo XIX a José Bonaparte que lo compró en 1803. Allí vivieron Cambacérès, Caroline Murat, Élisa Baciocchi. Joseph Bonaparte lo revendió en 1810 al almirante Decrès y posteriormente, el mariscal Suchet se convirtió en su propietario en 1818, y luego su viuda lo vendió en 1884 al banquero Pillet-Will.
Dentro de sus muros se firmó el Concordato del 6 de julio de 1801 .

## Hotel Pillet-Will
De estilo neo- Louis XV, fue construido en 1887 para el conde Frédéric Pillet-Will, regente de la Banque de France.
Las hojas del portal occidental de la rue du Faubourg-Saint-Honoré provienen del Hôtel de Vicq, destruido en 1883 en el número 203 de la calle Saint-Martin.
El hotel incorpora varios elementos de otros edificios: carpintería del Hôtel de Gontaut-Saint-Blancart, puertas de una casa de la rue de Bondy y grandes jarrones de piedra de Bagatelle. 
Frédéric Pillet-Will acumuló allí una vasta colección de arte, incluidas pinturas de Jean-Honoré Fragonard y François Boucher.

## Residencia del Embajador de Japón
En 1967, la Embajada de Japón en Francia, que había adquirido el edificio en 1965, hizo demoler el hotel para sustituirlo por una construcción moderna, dejando sólo el edificio en la calle.
El actual edificio entre patio y jardín, residencia del embajador japonés, tiene fachadas de muro cortina de Jean Prouvé y mobiliario de Charlotte Perriand.
La carpintería de Nicolas Pineau, procedente del Hôtel de Varengeville, fue comprada por Charles Wrightsman, quien la donó al Museo Metropolitano de Arte, donde se exhibe desde entonces.